# Peter Knogl
Peter Knogl (* 14. September 1968 in Deggendorf) ist ein deutscher Koch.  

## Leben und Werk
Nach der Ausbildung arbeitete Knogl unter anderem bei Heinz Winkler, Gerhard Schwaiger, Helmut Krausler, Dominic Le Stanc und Joël Antunes.
Seit April 2007 ist er Küchenchef im Restaurant Cheval Blanc by Peter Knogl im Grand Hotel Les Trois Rois in Basel. Ende 2007 wurde das Restaurant mit einem Michelinstern ausgezeichnet, 2008 mit zwei Sternen; seit 2015 mit drei Michelinsternen.
Knogl bezeichnet seine Küche als „französische Haute Cuisine, neu interpretiert mit mediterranen und asiatischen Einflüssen“.

## Auszeichnungen
- 2007: Ein Stern im Guide Michelin
- 2008: Zwei Sterne im Guide Michelin[3]
- 2014: Koch des Jahres 2015 im Gault Millau[6]
- Seit 2014: 19 Punkte im Schweizer Gault Millau[1]
- Seit 2015: Drei Sterne im Guide Michelin[1]
- 2015: Prix Villégiature, bestes Hotelrestaurant in Europa[7]
- 2025: Platz 1, La Liste. The world’s best restaurant selection[8]